# الشك القاتل (فلم)
الشك القاتل  فيلم دراما وجريمة للمخرج عز الدين ذو الفقار  عام 1953 مأخوذ عن رواية «عطيل» للكاتب المسرحي الأشهر ويليام شكسبير. كتب القصة والسيناريو المخرج والكاتب والمونتير المصري حسن رضا وكتب الحوار الممثل والسيناريست المصري محمود السباع  وكان هذا الفيلم آخر ما كتبه السباع للسينما.
الفيلم من بطولة مريم فخر الدين، محسن سرحان، محمود ذو الفقار، لولا صدقي، ومحمد علوان وتدور الأحداث حول الزوج الذي تخونه الزوجة وعندما يتزوج للمرة الثانية لا يتمكن من ازالة صورة الزوجة الخائنة من تفكيره ويدمر حياته الزوجية.
صدر الفيلم إلى دور العرض المصرية في 12 أبريل 1953.
منح موقع قاعدة بيانات الأفلام على الإنترنت (IMDB) الفيلم درجة 7.5/ 10.
منح موقع قاعدة بيانات الأفلام العربية «السينما.كوم» الفيلم درجة 6.5/ 10.

## طاقم التمثيل
محسن سرحان: في دور كمال أشرف (صاحب المصنع)
مريم فخر الدين: في دور وفاء (بنت خالة كمال)
محمود ذو الفقار: في دور محمود رأفت (صديق كمال وزميله)
لولا صدقي: في دور سناء (زوجة كمال)
نجمة إبراهيم: في دور زينب (والدة كمال)
عبد السلام النابلسي: في دور جميل (عشيق سناء)
أنور السيد: في دور الدكتور فؤاد
محمد كامل: في دور أبو الدهب (خادم بيت كمال وسناء)
فهمي أمان: في دور مصطفى (رئيس عمال المصنع)
محمد علوان: في دور وكيل النيابة
شفيق نور الدين: في دور المحامي
بالاشتراك مع: ماري عز الدين 

## إنتاج الفيلم
كانت مريم فخر الدين، وقت تصوير الفيلم عام 1953، متزوجة من محمود ذو الفقار الذي شاركها بطولة «الشك القاتل»، حيث تم الزواج عام 1952 وكان أول عمل يجمع بين الزوجين. قالت في حوار: «عندما كنت في السابعة عشرة من عمري تقدم لي محمود ذوالفقار للزواج، كان يكبرني بعشرين عاماً، إلا أنني أعدت حساباتي وقلت لنفسي إنه سيخلصني من السجن الذي وضعني فيه أبي، فوافقت على الفور حينما وجدت أنه لن يعترض على عملي»، وتتابع مريم فخر الدين قائلة: «فوجئت بأنه بخيل جداً، حيث رفض منحي أي أجر نظير عملي في فيلم «الشك القاتل»؛ لأنه زوجي، وكان يكتفي بإعطائي ساندويتش وزجاجة مياه غازية»، وكانت مريم فخر الدين في هذه الفترة في قمة نشاطها بمعدل فيلمين لكل عام.

## أحداث الفيلم
تبدأ أحداث الفيلم في صباح يوم الذكرى الأولى لزواج كمال أشرف (محسن سرحان) من زوجته سناء (لولا صدقي)، والزوج يستعد للذهاب للمصنع الذي يملكه ويتسلم من الزوجة قائمة طويلة بطلباتها من ملابس ومجوهرات وأيضا ما يلزم لإقامة حفلة قد قامت ابنة خاله وفاء (مريم فخر الدين) بالتحضير لها. وفاء هي فتاة يتيمة تكفل كمال بمعيشتها في بيته الكبير وتحت رعاية والدته عزيزة (نجمة إبراهيم) وتحاول جاهدة خدمة كمال وزوجته بالرغم من معرفتها أن سناء خائنة تنتقل من عشيق لآخر، وتعرف هذا أيضا والدته المسنة. يعمل صديق كمال المخلص «محمود» (محمود ذو الفقار) في المصنع، مشاركاً لكمال بعمله وليس برأس ماله، كما يتولى الاهتمام بحقوق العمال ومطالبهم. ومحمود يحتفظ في قلبه بحب كبير للشابة الجميلة وفاء ولكنه لا يجد الوقت أو الكلمات المناسبة لمصارحتها بحبه. تقام حفلة ذكرى الزواج الأولى لكمال وسناء ليلاً وتقع المفاجأة حين يصعد كمال لغرفة نوم زوجته لتقديم هديته فيجدها في أحضان جميل (عبد السلام النابلسي). يلوذ جميل بالفرار ويهاجم كمال زوجته الخائنة محاولاً خنقها، ولكن محمود يحول دون ذلك.
يتم الطلاق ويلتقي كمال بعد أيام بالزوجة الخائنة مع عشيق آخر، ويقوم بمطاردتهم بسيارته وهو في حالة جنون ينجم عنها حادث مروع يدخل كمال المستشفى مصابا جسمانياً ونفسياً. يباشر الدكتور فؤاد (أنور السيد) علاج كمال كما تقوم وفاء على رعايته في المستشفى. يقوم محمود بكتابة خطاب لوفاء يعترف لها بحبه ويظل الخطاب بين رسائل بيت كمال حيث أن الجميع منشغل بحادث كمال. تصر عزيزة على تزويج كمال لابنة خاله وفاء، ويرى كمال لأول مرة علامات تؤكد حبه لوفاء المخلصة والراعية لمصالحه دائما. يتراجع محمود عن إعلان حبه لوفاء ويستمر في إخلاصه لصديقه وزميله كمال. يعود كمال إلى بيته ويطالع البريد ويجد الخطاب القديم المرسل من محمود لوفاء التي أصبحت زوجته. يبدأ الشك عند كمال الذي يعاني من عقدة خيانة الزوجة، ويتمادى في شكوكه، وعندما يقع حادث سقوط رئيس عمال المصنع مصطفى (فهمي أمان) من أعلى خزان للمياه ومقتله يصطحب كمال غريمه محمود بحجة معاينة مكان الحادث ويحاول دفعه للسقوط قتيلاً ولكنه لا ينجح. يظل محمود، وهو في حالة ذهول، يسأل بجنون صديق عمره كمال لماذا حاول دفعه وقتله. يبدأ كمال في الإعداد لجريمة يعتقد أنها كاملة ويكتب خطاب إلى النائب العام يشرح فيه خطة محمود وزوجته للتخلص منه ويرفق خطاب محمود القديم الذي يعترف بحب وفاء. يتناول محمود مسدسه، لحماية نفسه من جنون صديقه، ويدسه في جيب معطفه، بينما كمال ينتظره في بيته لمواجهته بشكوكه التي أصبحت حقائق في عقله المريض. تتطور الأحداث وكمال يزداد في جنونه ويهاجم وفاء في وجود محمود الذي يضرب رأسه بقبضة مسدسه، ويصطحب وفاء تاركين البيت. يفيق كمال من أثر الضربة ويتناول مسدس محمود الملقى على الأرض ويقوم بترتيب الغرفة ويطلق على رأسه الرصاص وكأن محمود هو من أطلق الرصاص، ولكن تشهد عزيزة ما يحدث وتسقط من أعلى الدرج في حالة إغماء.
يلقى القبض على محمود ووفاء وفي المحاكمة يشرح وكيل النيابة (محمد علوان) كل الملابسات الدالة على قتل محمود، بالاتفاق مع وفاء، لصديقه كمال. يترافع المحامي (شفيق نور الدين) ويطلب من المحكمة انتظار قيام عزيزة من إغمائها لتشهد بما حدث. يشترك الدكتور فؤاد والمحامي مع النيابة أيضا لتقديم أدلة البرائة، وهذا ما يحدث عندما تشهد عزيزة برواية انتحار ولدها كمال في واقعة حاول أن يصورها كجريمة قتل.  

## روابط خارجية
- الشك القاتل على موقع IMDb (الإنجليزية)
- الشك القاتل على موقع قاعدة بيانات الأفلام العربية
- الشك القاتل على موقع كينوبويسك (الروسية)
- الشك القاتل على موقع الدهليز
- الشك القاتل على موقع كاروهات

https://m.cinemagia.ro/filme/el-shak-el-katel-59806/ الشك القاتل (فيلم)
https://www.filmweb.pl/film/El+Shak+el+katel-1953-340585 الشك القاتل (فيلم)